# Том (сельское поселение)
Том — административно-территориальная единица (административная территория посёлок сельского типа с подчинённой ему территорией) и муниципальное образование (сельское поселение с полным официальным наименованием муниципальное образование сельского поселения «Том») в составе муниципального района Ижемского в Республике Коми Российской Федерации.
Административный центр — посёлок Том.

## История
Статус и границы административной территории установлены Законом Республики Коми от 6 марта 2006 года № 13-РЗ «Об административно-территориальном устройстве Республики Коми».
Статус и границы сельского поселения установлены Законом Республики Коми от 5 марта 2005 года № 11-РЗ «О территориальной организации местного самоуправления в Республике Коми»

## Население
| 2010  | 2011  | 2012  | 2013  | 2014  | 2015  | 2016  |
| ----- | ----- | ----- | ----- | ----- | ----- | ----- |
| 1394  | ↘1384 | ↘1326 | ↘1285 | ↘1270 | ↘1232 | ↘1178 |
| 2017  | 2018  | 2019  | 2020  | 2021  |       |       |
| ↘1159 | ↘1141 | ↘1103 | ↘1080 | ↘982  |       |       |

## Состав
Состав административной территории и сельского поселения:
| № | Населённый пункт | Тип населённого пункта          | Население |
| - | ---------------- | ------------------------------- | --------- |
| 1 | Картаёль         | деревня                         | 335       |
| 2 | Койю             | посёлок                         | ↘319      |
| 3 | Том              | посёлок, административный центр | 740       |

## Археология
Близ посёлка Том в правобережье реки Ижмы находятся мезолитические стоянки Очью Катище и Вылыс Том 2.